# Idris amplus
Idris amplus är en stekelart som först beskrevs av Alan Parkhurst Dodd 1914.  Idris amplus ingår i släktet Idris och familjen Scelionidae. Inga underarter finns listade i Catalogue of Life.